# Mátraderecske
Mátraderecske è un comune dell'Ungheria di 2.274 abitanti (dati 2001). È situato nella contea di Heves.